# Клодін Пікарде
Клодін Пікарде, уроджена Пулі (фр. Claudine Picardet; 7 серпня 1735, Діжон — 4 жовтня 1820, Париж) — французька вчена, хімік, метеоролог і перекладачка наукової літератури.

## Життєпис
Клодін Пуле народилася 1735 року в Діжоні в родині нотаріуса Франсуа Пулі де Шамплеві. У віці 20 років Клодін вийшла заміж за Клода Пікарде, суддею, який згодом став членом Королівської академії наук, мистецтв та літератури Діжона і директором ботанічного саду. Таким чином, Клодін отримала можливість спілкуватися з найосвіченішими людьми Діжона. Її власний салон також став одним із центрів наукового і культурного життя міста.
Ймовірно, саме у своєму салоні Клодін Пікарде познайомилася з хіміком Луї Бернаром Гітоном де Морво. Вона відвідувала його лекції і демонстрації хімічних експериментів. Крім того, 1782 року Клодін увійшла до невеликої робочої групи, яку Гітон де Морво створив при Академії з метою популяризації зарубіжних праць з хімії у Франції. Протягом дев'яти років Клодін Пікарде перекладала з чотирьох іноземних мов — шведської, німецької, англійської та італійської — наукові праці з хімії й мінералогії, а також одну роботу з астрономії, і загалом переклала близько 800 сторінок. Протягом першого року роботи вона підписувала свої переклади «Мадам П. з Діжона», але починаючи від 1786 року стала підписуватися повним ім'ям.
Перекладені Клодін Пікарде роботи друкувалися в провідних наукових журналах епохи, серед яких Observations sur la physique, Journal des savants, Nouvelles de la république des lettres et des arts.
Від 1785 року Клодін Пікарде брала участь у зборі метеорологічних даних, організованому Лавуазьє за участі членів Французької академії наук. Вона щодня знімала покази барометра, які потім відсилала Лавуазьє. Результати її спостережень представлено потім в Академії наук.
1796 року помер чоловік Клодін, і вона переїхала з Діжона в Париж. 1798 року вийшла заміж за Гітона де Морво, і їхній шлюб тривав аж до смерті останнього 1816 року. Дітей Клодін не мала ні від першого, ні від другого шлюбу. Вона померла в Парижі 4 жовтня 1820 року. Примітно, що в некролозі, опублікованому Journal de Dijon et de la Côte-d Orrend, її заслуги і досягнення практично повністю заперечувалися: автор піддавав сумніву як її знання мов, особливо шведської, так і її здатність перекладати настільки складні вузькоспеціальні тексти. Однак за життя Пікарде безліч вчених, як французьких, так і іноземних, висловлювали захоплення її знаннями та її перекладацькою діяльністю, зокрема Бюффон, Лавуазьє, Бертолле, Фуркруа, Лаланд, Аюї, Кірван, Ландріані і Янґ.
Хоча Клодін Пікарде не писала власних наукових робіт, її внесок у розвиток хімічної науки величезний. Жоден інший науковий перекладач того часу не перекладав і не публікував стільки, скільки вона (за винятком Жака Жіблена). Завдяки перекладам Пікарде найважливіші наукові праці епохи стали доступними у Франції; крім того, вони сприяли виникненню спеціалізованих наукових журналів.